# Stanislaw Sawtschenko
Stanislaw Sawtschenko (russisch Станислав Александрович Савченко; * 21. Januar 1967) ist ein ukrainischer Schachspieler.
2003 gewann er das Schachfestival Bad Wörishofen.
Er spielte für die Ukraine bei zwei Schacholympiaden: 1996 und 1998. Außerdem nahm er an der Mannschaftsweltmeisterschaft 1997 teil.
In der deutschen Schachbundesliga spielte er für den SV 1920 Hofheim (2003/04, 2004/05, 2017/18 und 2018/19).
| Hier fehlt eine Grafik, die leider im Moment aus technischen Gründen nicht angezeigt werden kann. Wir arbeiten daran! |